# Après l'ombre
Pour plus de détails, voir Fiche technique et Distribution.
Après l'ombre est un documentaire français de Stéphane Mercurio sorti en 2018.

## Synopsis
Le documentaire suit les répétitions de la pièce de théâtre Une longue peine de Didier Ruiz, dont la trame est basée sur des souvenirs liés à l'incarcération, avec dans la distribution : André Boiron, Annette Foëx, Éric Jayat, Alain Pera et Louis Perego.
Le projet abouti à une représentation à la Maison des Métallos puis à une tournée en France.

## Fiche technique
- Titre : Après l'ombre
- Réalisation : Stéphane Mercurio
- Scénario : Stéphane Mercurio
- Photographie : Mathieu Bertholet et Stéphane Mercurio
- Montage : Nicolas Chopin-Despres
- Son : Dana Farzanehpour et Julien Brossier
- Pays d'origine :  France
- Société de production : Iskra
- Société de distribution : Docks 66
- Genre : documentaire
- Durée : 93 minutes
- Date de sortie : 28 mars 2018